# Erich II. von Sachsen-Lauenburg (Münster)

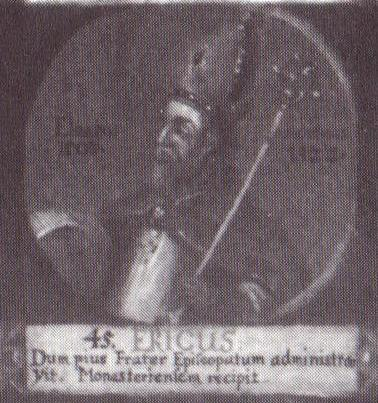
Erich als 45. Bischof von Hildesheim auf einem Gemälde mit Medaillondarstellungen aller Hildesheimer Bischöfe bis zum Ende des 18. Jahrhunderts; lateinische Inschrift: „Während sein frommer Bruder das Bistum [Hildesheim] verwaltete, empfing er das von Münster.“

Erich von Sachsen-Lauenburg (* 1472; † 20. Oktober 1522) war 1502/1503 Bischof von Hildesheim und 1508 bis 1522 Bischof von Münster. Der Sohn des Herzogs Johann IV. von Sachsen-Lauenburg wurde 1502 zum Hildesheimer Bischof gewählt. 1503 resignierte er zu Gunsten seines Bruders Johannes IV. von Sachsen-Lauenburg.

## Leben
Erich war ältester Sohn von zehn Kindern Herzog Johanns IV. von Sachsen-Lauenburg und Dorothea von Brandenburg († 1519), Tochter des Kurfürsten Friedrich II. Er hatte früh Kontakt zum Kölner Domkapitel, wurde 1484 für ein Studium vorgeschlagen und studierte Gesetzeskunde (Leges, kanonisches Recht) an der alten Universität Köln (Universitas Studii Coloniensis).
1487 zum Priester geweiht, wurde er am 27. Oktober 1490 in eine ihm gehörende Dompräbende als Kapitular eingesetzt. Eine weitere Präbende besaß er in Hildesheim. Dort wurde er am 21. Mai 1502 zum Bischof gewählt. Doch obwohl Papst Alexander VI. die Wahl bestätigte und die Weihe erlaubte, resignierte Erich bereits vor der Weihe am 12. Juli 1503 – möglicherweise wegen der Überschuldung des Bistums Hildesheim – zugunsten seines Bruders Johannes. Erich kehrte auf seine Kölner Präbende zurück.
Als im Jahr 1508 Konrad von Rietberg, Bischof von Osnabrück und Münster starb, wählte das münstersche Domkapitel Erich am 24. Februar 1508 trotz der Mitbewerber Johann von Rietberg, Neffe des verstorbenen Konrad und Kölner Domherr, und Franz von Waldeck.
Erich wurde im gleichen Jahr zum Bischof geweiht und feierte die Primiz, assistiert von seinem Bruder Johann und seinem Halbbruder Bernhard. Während der Hildesheimer Stiftsfehde unterstützte Erich seinen Bruder, den Bischof von Hildesheim. Er gehörte somit zum sogenannten Lüneburger Bund, der sich gegen Herzog Heinrich der Jüngere von Braunschweig-Wolfenbüttel, Erich I. von Calenberg, Bischof Franz von Minden und die Ritter von Saldern wandte, weshalb Kaiser Karl V. die Reichsacht – auch über Erich – verhängte.
Den außerehelichen Sohn seines Vaters, Bernhard von Sachsen, Dompropst zu Köln und Magdeburg, bestellte Erich zum Weihbischof von Münster. Im Konflikt mit dem als Heckenreiter bekannten Grafen Klaus von Tecklenburg ließ er 1518 die Grafschaft Lingen besetzen, doch musste er die Grafschaft wenig später wieder räumen. Die tecklenburgischen Reparationsforderungen beliefen sich auf 4000 rhein. Gulden, die erst 1534 durch einen seinen Nachfolger, Franz von Waldeck, zurückgezahlt werden konnten.
Zwischen 1512 und 1515 fand unter Bischof Erich eine Umgestaltung der beiden südlichen Querhausfassaden und der westlichen Eingangsseite des Münsteraner Domes durch aufwendige spätgotische Schaufassaden statt. Für die fürstbischöfliche Burgkapelle in Sassenberg, an der er ein Kollegiatstift zu gründen beabsichtigt hatte, stiftete er 1517 den Sassenberger Altar, der zugleich eine Darstellung seiner Person enthält (heute im LWL-Museum für Kunst und Kultur).